# Alfian Eko Prasetya
Alfian Eko Prasetya (* 4. August 1994) ist ein indonesischer Badmintonspieler. 

## Karriere
Alfian Eko Prasetya gewann bei der Badminton-Juniorenweltmeisterschaft 2011 Gold im Mixed mit Gloria Emanuelle Widjaja. Ein Jahr später gewann er Silber mit Shella Devi Aulia. Im Doppel mit Kevin Sanjaya Sukamulyo belegte er Rang drei bei der Juniorenasienmeisterschaft. Bei den Singapur International 2012 wurde er Dritter im Mixed, bei den India International 2012 Zweiter. Ein Jahr später erkämpfte er sich Rang zwei bei den Maldives International 2013 und Rang drei bei den Osaka International 2013.